# Calínico (presidente)
Calínico (em latim: Callinicus) foi um oficial bizantino do século VI, ativo durante o reinado do imperador Justiniano (r. 527–565).

## Vida
Em algum momento em 527/548, Calínico serviu como presidente da Cilícia Segunda. Nessa posição, executou dois membros da facção Azul do hipódromo pelos vários crimes que cometeram, inclusive atacarem-no e matarem seu criado. Por conta de sua decisão, foi assassinado, sob ordens da imperatriz Teodora (r. 527–548). Justiniano protestou a atitude de sua esposa, mas confiscou as propriedades de Calínico.